# جون موراي (كاتب)
جون موراي (بالإنجليزية: John Murray)‏ هو كاتب مسرحي وكاتب أغاني وكاتب وكاتب سيناريو أمريكي، ولد في 12 أكتوبر 1906 في نيويورك في الولايات المتحدة، وتوفي في 17 يونيو 1984 في كونيتيكت في الولايات المتحدة.

## وصلات خارجية
- جون موراي على موقع IMDb (الإنجليزية)
- جون موراي على موقع قاعدة بيانات برودواي على الإنترنت (الإنجليزية)
- جون موراي على موقع قاعدة بيانات الأفلام السويدية (السويدية)
- جون موراي على موقع قاعدة بيانات الفيلم (الإنجليزية)